# Ai Xia
Ai Xia (Chinees: 艾霞; Tianjin, 29 november 1912 – Shanghai, 15 februari 1934) was een Chinese stommefilmactrice. Ze pleegde zelfmoord in 1934 en was daarmee mogelijk de eerste Chinese acteur die op deze manier overleed. Haar zelfmoord inspireerde Cai Chusheng bij het maken van de film Xin nü xing ('Nieuwe vrouwen').

## Levensloop
Ai Xia werd geboren als Yan Yinan (严以南) in een grote familie uit de middenklasse. Ze studeerde aan een universiteit en na haar afstuderen werd ze verliefd op haar neef, bij wie ze een kind kreeg. Haar familie keurde deze relatie af en daarom ging haar geliefde bij haar weg. In 1928 werd voor haar een huwelijk gearrangeerd. Ze vertrok echter als persoonlijk protest naar Shanghai om daar een filmcarrière na te jagen.
Ai's loopbaan begon als toneelactrice bij de Nanguo jushe ('Zuid-Chinese Theater Gemeenschap'), die was opgericht door Tian Han. Hierna werd ze lid van de Zuoyi juzuojia lianmeng ('Linkse Toneelschrijversverbond'). Ze werd in 1932 geïntroduceerd bij het Mingxing-filmgezelschap (明星影片公司) en in 1933 schreef ze het boek Xiandai yi Nüxing ('Een vrouw van vandaag'). Datzelfde jaar werd dit boek verfilmd. De film werd niet goed ontvangen door critici vanwege de nadruk op revolutie. Tijdens de 'linkse beweging' in de Chinese filmwereld was Ai een van de twee vrouwelijke filmschrijvers. Ze heeft in totaal in acht films een rol gespeeld.

## Dood en nalatenschap
In 1934 pleegde Ai Xia zelfmoord door rauwe opium in te nemen. Vanwege het feit dat ze in de Republiek China de eerste acteur was met deze doodsoorzaak, wordt haar dood in de Chinese cinema als iconisch beschouwd.
De film New Women is gebaseerd op haar leven. Er is weleens over gespeculeerd dat regisseur Cai Chusheng een romantische betrekking had tot Ai en de film daarom om persoonlijke redenen gemaakt heeft.

## Filmografie[2]
Dit overzicht is mogelijk incompleet; u kunt helpen door het uit te breiden.
- Feng nian (1933)
- Chun can (1933)
- Zhifen shichang (1933)
- Shi dai de er nu (1933)

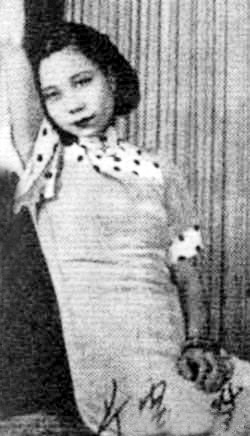
Ai Xia, circa 1933.

- Bibliothèque nationale de France: cb16752435g (data)
- Gemeinsame Normdatei: 106777226X
- International Standard Name Identifier: 0000 0001 0506 5303
- Library of Congress Control Number: n2010066271
- Virtual International Authority File: 307214242
- WorldCat: E39PBJyX3VgMtCkYTftm4cYHG3